# Mecanismo sincronizador

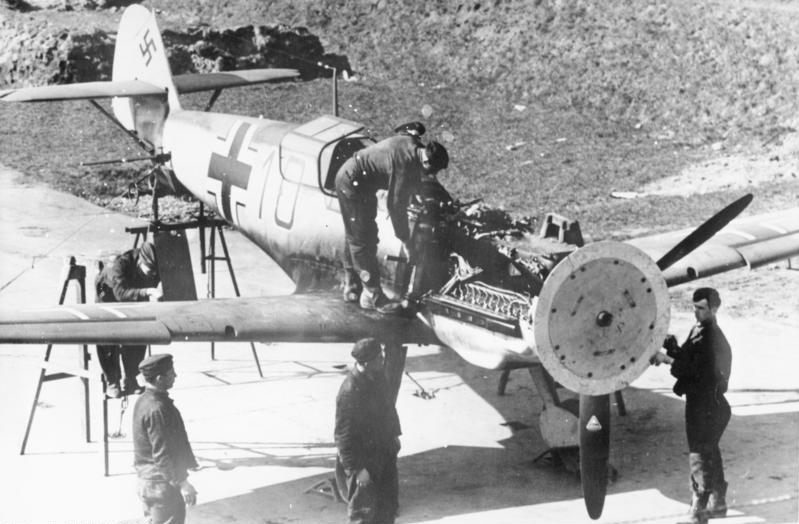
O mecanismo sincronizador de um Messerschmitt Bf 109E sendo ajustado – um disco de madeira preso à hélice é usado para indicar a trajetória das balas (Janeiro de 1941).

Mecanismo sincronizador, ou sincronizador de arma e algumas vezes interruptor, são as designações de um dispositivo que acoplado a aviões monomotores em configuração por tração, permite uma sincronização entre as revoluções da hélice e os tiros disparados, de forma que os tiros não atinjam as lâminas das hélices, passando através do arco que se forma quando a hélice está em movimento. A ideia pressupõe uma arma fixada ao corpo do avião que é direcionada apontando o avião para o alvo, em vez de apontar a arma de forma independente.  

## Histórico

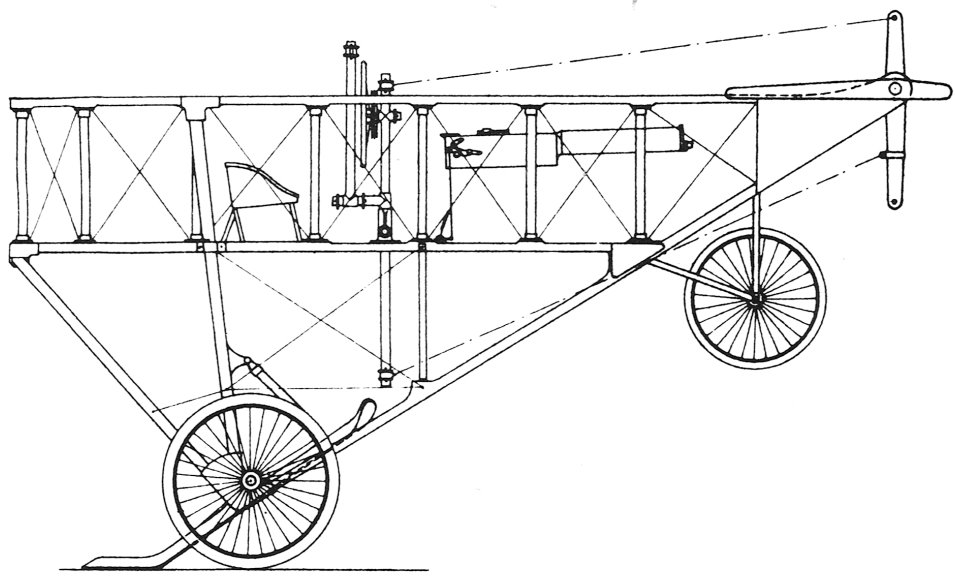
Diagrama da patente de Euler de 1910 para uma metralhadora frontal fixa.

Já no final de 1913 e início de 1914, as metralhadoras eram vistas como a arma ideal para que os aviões pudessem combater e eventualmente abater aeronaves de reconhecimento inimigas. O ponto de discordância na época era se a metralhadora deveria ficar fixa ou ter mobilidade e ser comandada por um artilheiro e não pelo piloto.
Mesmo em 1916, pilotos do Airco DH.2 tinham dificuldade de convencer seus oficiais superiores de que as suas metralhadoras frontais seriam mais efetivas se fixadas ao corpo do avião. Por outro lado, August Euler havia patenteado a ideia de uma arma fixa já em 1910 – muito antes da configuração de tração se tornar padrão, sua patente era ilustrada com um diagrama de um avião em configuração de impulsão armado com uma metralhadora.

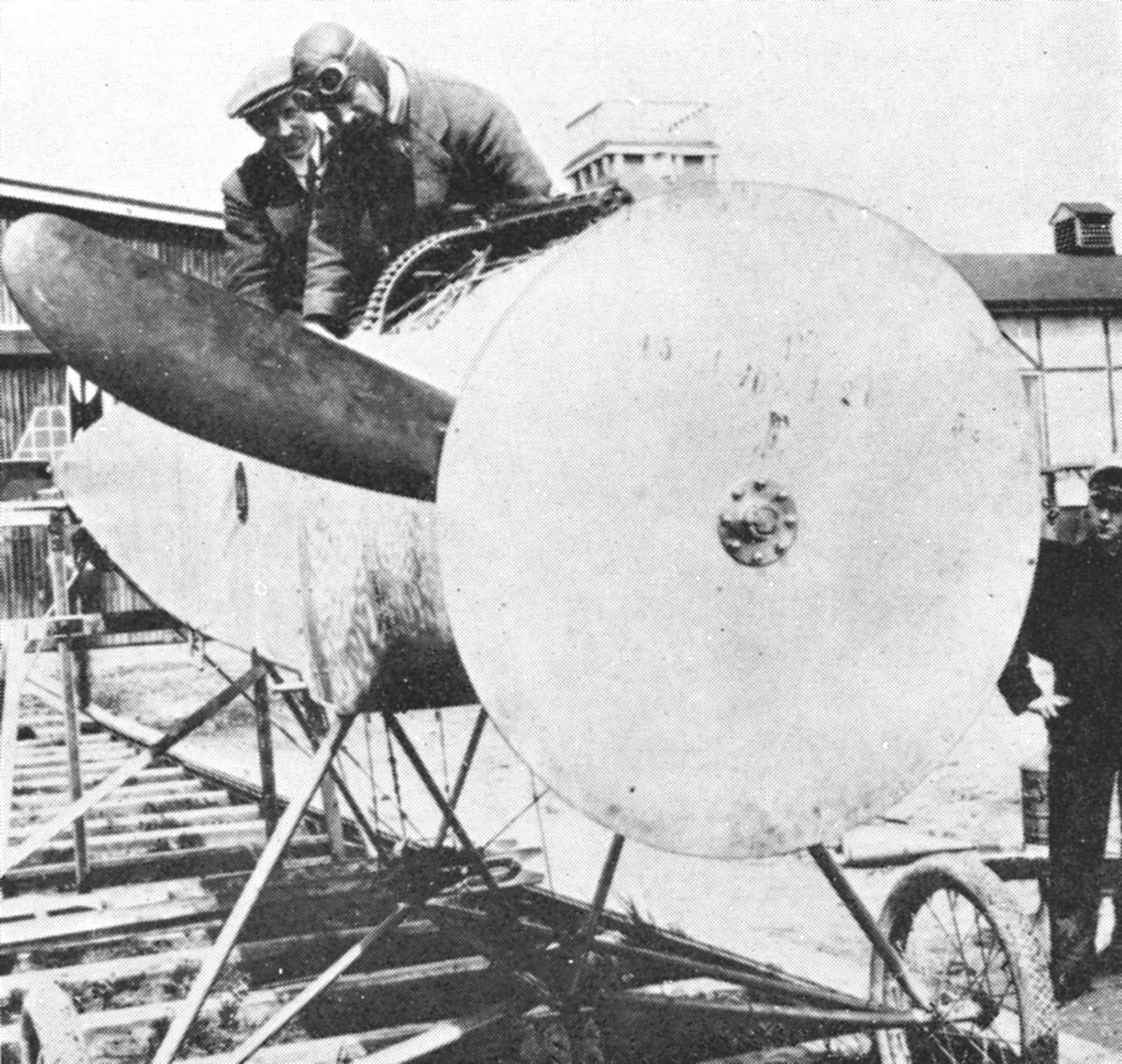
O mecanismo sincronizador preparado para testes de disparo em solo. O disco de madeira registrava os pontos do arco da hélice onde cada tiro passava. O diagrama à direita exibe um provável resultado de um desses testes. O grande número de variáveis envolvidas gerava um certo "espalhamento" dos tiros.

Um mecanismo que permita uma arma automática disparar entre as lâminas de uma hélice girando, é normalmente chamado de sincronizador ou interruptor. Ambos os termos não são precisos, mas explicam o que acontece quando o mecanismo funciona.
O termo "interruptor" implica que o mecanismo interrompa os disparos no momento em que uma das lâminas passa na frente do cano da arma. A maior dificuldade em se obter esse resultado na época era o fato de as hélices giravam numa velocidade muito menor que a cadência de tiro das armas. Devido a isso, as armas deveriam ser "interrompidas" mais de quarenta vezes por segundo, um enorme desafio para a tecnologia da época.

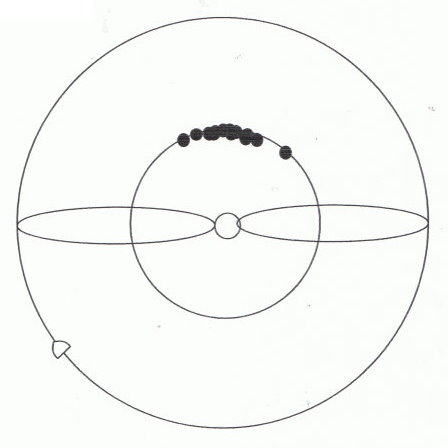

Por outro lado, o termo "sincronização", em sua utilização natural, seria entre a taxa de disparos da metralhadora em modo automático e as revoluções por minuto de uma hélice girando, também é uma impossibilidade conceitual. Enquanto uma arma automática atira numa frequência constante, o número de revoluções por minuto de uma hélice varia de acordo com uma série de fatores, principalmente quando em voo, fazendo da tarefa de "sincronia", uma impossibilidade prática.
A solução para o problema foi encontrada de maneira relativamente simples. Era necessário que a arma disparasse no modo semiautomático. A cada revolução da hélice um impulso era enviado para a arma que efetivamente "puxava o gatilho", para disparar um único tiro. A maioria desses impulsos chegava à arma quando ela estava num ciclo de tiro, ou seja, quando ela estava ejetando uma capsula deflagrada ou carregando um novo cartucho, e era "desperdiçado"; mas eventualmente o ciclo de tiro se completava, e a arma estava pronta para atirar, e precisava "esperar" pelo próximo impulso do mecanismo, e quando o recebia, disparava. Esse processo, inevitavelmente diminuía a cadência de tiro em comparação com uma arma de tiro liberado, que dispara assim que estiver pronta; mas desde que o dispositivo funcionasse corretamente a arma podia disparar rápido o suficiente através das lâminas da hélice em movimento sem atingi-las.
Ficou estabelecido que para qualquer mecanismo que atingisse esse objetivo, sua ação poderia ser descrita como "interrompendo" os disparos da arma, e também como "sincronizando", ou "cadenciando" seus tiros para coincidir com as revoluções da hélice.
Ao longo do tempo várias patentes, diferentes versões e alternativas ao mecanismo sincronizador foram apresentadas.
- Patente Franz Schneider (1913-14)
- Patente Raymond Saulnier (1914)

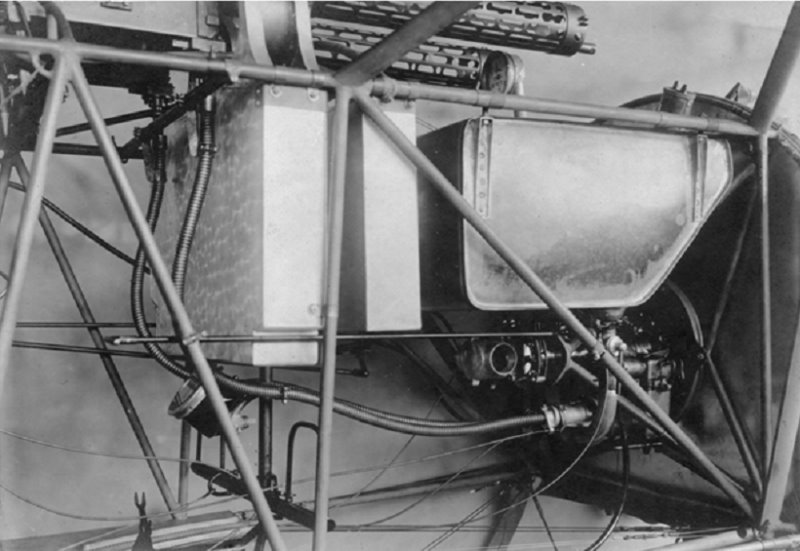
Duas metralhadoras sincronizadas pelo dispositivo Zentralsteuerung num caça Fokker D.VIII.

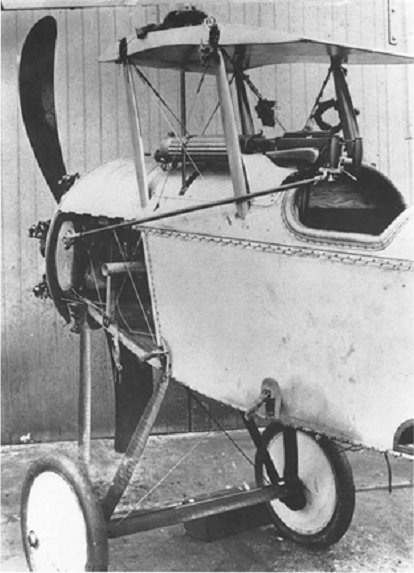
Um Bristol Scout com metralhadora Vickers utilizando o dispositivo sincronizador Vickers-Challenger.

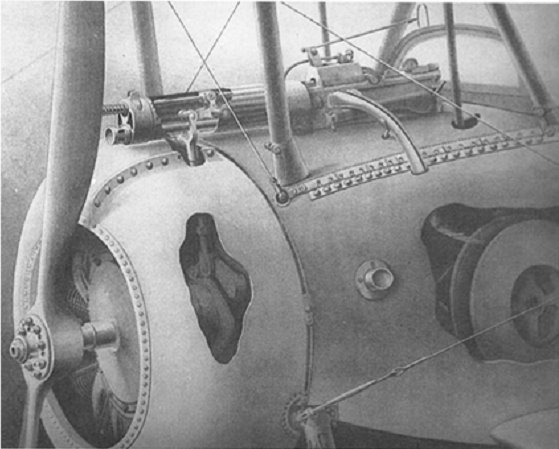
Um Nieuport 17 com metralhadora sincronizada pelo dispositivo Alkan-Hamy.

- Armas não sincronizadas e o conceito de bordos defletores
- Sincronizador Fokker e outros sincronizadores alemães
- O dispositivo Fokker Stangensteuerung
- O dispositivo Fokker Zentralsteuerung
- Outros sincronizadores alemães
- O dispositivo Schneider (1915)
- Os dispositivos Albatros
- Dispositivos elétricos
- Dispositivos Austro-Húngaros
- Zahnrad-Steuerung
- Bernatzik-Steuerung
- Priesel-Steuerung
- Zap-Steuerung
- Kralische Zentralsteuerung
- Dispositivos britânicos
- Vickers-Challenger
- Scarff-Dibovski
- Ross e outros
- Sopwith-Kauper
- Constantinesco
- Dispositivos franceses
- Alkan-Hamy
- Birkigt
- Dispositivos russos
- Dispositivos italianos
- Dispositivos Norte americanos
- Nelson
- E-4/E-8
- Declínio e fim do uso de mecanismos sincronizadores